# Rhododendron huguangense
Rhododendron huguangense är en ljungväxtart som beskrevs av Pui Cheung Tam. Rhododendron huguangense ingår i släktet rododendron, och familjen ljungväxter. Inga underarter finns listade i Catalogue of Life.